# Tim Rose-Richards

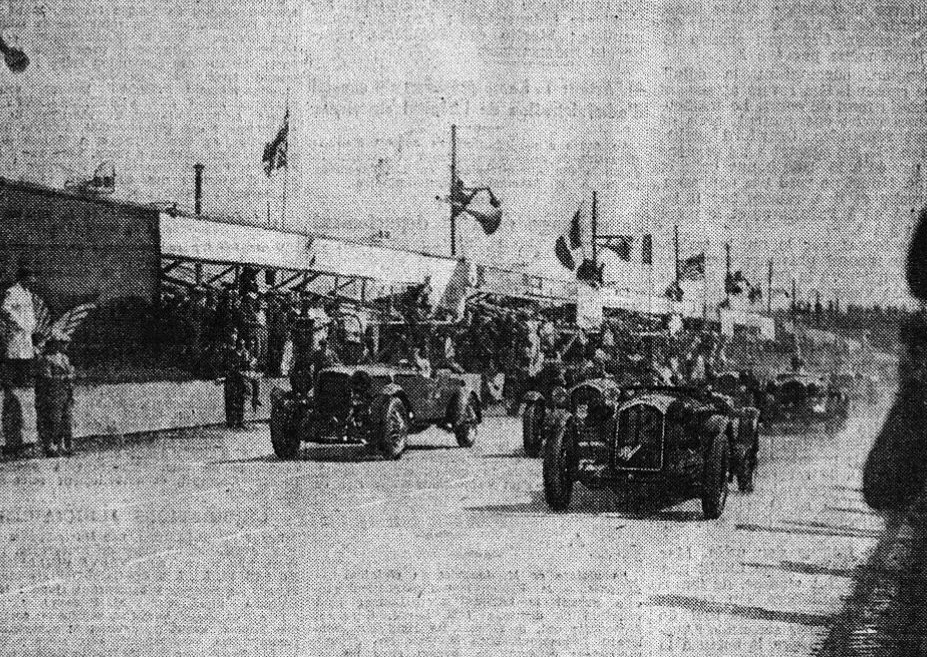
Der Alfa Romeo 8C 2300 LM (Startnummer 12, vorne rechts) von Brian E. Lewis und Tim Rose-Richards beim Start zum 24-Stunden-Rennen von Le Mans 1933

Thomas Essery „Tim“ Rose-Richards (* 6. Juni 1902 in Mayals, Glamorgan; † 7. Oktober 1940 in der Nähe von Anvil Point) war ein walisischer Autorennfahrer und Marineflieger der Royal Navy im Zweiten Weltkrieg.

## Karriere
Tim Rose-Richards bestritt zwischen 1929 und 1935 Monoposto- und Sportwagenrennen. 1935 wurde er auf einem Werks-E.R.A. Dritter in der Voiturette-Klasse beim Eifelrennen auf dem Nürburgring. Ein Jahr davor beendete er den Großen-Preis von Dieppe als Vierter.
Große Erfolge erzielte er im Sportwagensport. Dreimal in Folge, 1931, 1932 und 1933 sicherte er sich den dritten Gesamtrang beim 24-Stunden-Rennen von Le Mans. Bei der RAC Tourist Trophy 1933 wurde der hinter Tazio Nuvolari und Hugh Caulfield Hamilton ebenfalls Dritter.
Nach seinem Sieg beim 500-Meilen-Rennen von Brooklands 1935 trat er vom Rennsport zurück.

## Tod auf See
Tim Rose-Richards diente im Zweiten Weltkrieg als Marineflieger in der Royal Navy. Er war als Mitglied der 765. Squadron in Lee-on-the-Solent stationiert und kam am 7. Oktober 1940 bei einem Absturz in der Nähe von Anvil Point ums Leben.

## Statistik

### Le-Mans-Ergebnisse
| Jahr | Team                         | Fahrzeug              | Teamkollege          | Platzierung | Ausfallgrund     |
| ---- | ---------------------------- | --------------------- | -------------------- | ----------- | ---------------- |
| 1929 | Fox & Nicoll                 | Lagonda 2 Litre Speed | Brian E. Lewis       | Ausfall     | Zylinderschaden  |
| 1930 | Fox & Nicholl                | Talbot AO90           | Johnny Hindmarsh     | Rang 4      |                  |
| 1931 | Arthur Fox & Charles Nicholl | Talbot AV105          | Owen Saunders-Davies | Rang 3      |                  |
| 1932 | Arthur Fox                   | Talbot AV105          | Brian E. Lewis       | Rang 3      |                  |
| 1933 | Arthur Fox                   | Alfa Romeo 8C 2300 LM | Brian E. Lewis       | Rang 3      |                  |
| 1934 | Earl Howe                    | Alfa Romeo 8C 2300 LM | Earl Howe            | Ausfall     | Kupplungsschaden |